# Hesthesis ornata
Hesthesis ornata är en skalbaggsart som beskrevs av Saunders 1850. Hesthesis ornata ingår i släktet Hesthesis och familjen långhorningar. Inga underarter finns listade i Catalogue of Life.